# Diastylis serratocostata
Diastylis serratocostata är en kräftdjursart som beskrevs av Watling och McCann 1996. Diastylis serratocostata ingår i släktet Diastylis och familjen Diastylidae.
Artens utbredningsområde är Oregon. Inga underarter finns listade i Catalogue of Life.